# The Monster X Strikes Back: Attack the G8 Summit
The Monster X Strikes Back: Attack the G8 Summit (ギララの逆襲／洞爺湖サミット危機一発?, Girara no gyakushū - Tōya-ko Samitto kikiippatsu) è un film del 2008, diretto da Minoru Kawasaki, basato sul film del 1967 Odissea sulla Terra.
A dispetto del titolo, il film non è un sequel della pellicola sopracitata, ma è un riadattamento in chiave comica e satirica.

## Trama
Il 7 luglio 2008 i leader delle nazioni più industrializzate del pianeta (Stati Uniti d'America, Regno Unito, Germania, Francia, Giappone, Italia, Russia e Canada) si riuniscono presso il Lago Toya, nell'isola di Hokkaidō per il summit del G8. Due giornalisti, Sumire Sumidagawa e Sanpei Toyama, si allontanano dal lago, imbattendosi in un villaggio: lì gli abitanti stanno eseguendo delle bizzarre danze e delle preghiere rituali. Nel contempo, mentre è in atto una discussione sul riscaldamento globale tra i leader, una sonda spaziale cinese cade su Sapporo: una spora extraterrestre, portata sulla Terra dalla sonda, si ingigantisce fino a trasformarsi in un enorme mostro, ribattezzato Girara.
Il Kaijū inizia a dirigersi verso il Lago Toya, lasciando dietro di sé una scia di devastazioni. Il primo ministro giapponese Shinzō Abe ha intenzione di sospendere il summit, ma il presidente statunitense Berger spinge gli altri capi di Stato a combattere insieme a lui Girara. Il piano giapponese consiste nell'attirare Girara, che si nutre di energia termica, verso il Monte Showa per poi distruggerlo con un missile Bald Eagle: la tattica però non va a buon fine ed il Kaiju divora l'arma.
Abe si allontana a causa di un attacco di diarrea, e si fa avanti il premier italiano: egli propone una strategia denominata "Spirito romano", che prevede lo scavo di fosse nascoste nelle quali far cadere Girara. Nemmeno stavolta il piano riesce, ma durante una discussione tra Berger ed il presidente del consiglio compare l'ex primo ministro giapponese Junzaburo Ohizumi (chiara parodia di Junichiro Koizumi), venuto per sostituire Abe.
Il presidente russo Putin propone allora di avvelenare Girara mediante Polonio-210, ma l'iniezione di tale isotopo radioattivo serve solo ad addormentare il mostro. Ohizumi è deciso a lanciare una testata nucleare contro Girara, ma i leader optano per il piano della cancelliera tedesca, Angelika: il mostro viene avvolto con un telo di plastica e del gas asfissiante viene introdotto al suo interno. Purtroppo l'unico effetto che ha tale arma contro il mostro è quello di gas esilarante.
Intanto Sumire e Sanpei tornano al villaggio: la giovane giornalista ricorda di aver visto sul tempio un bassorilievo rappresentante Girara durante uno scontro con un mostro antropomorfo. Un ragazzino spiega ai due che quell'essere è Take-Majin, guardiano del Lago Toya. Sumire ha delle visioni di fronte alle immagini di Girara e di Take-Majin: il dio deve essere risvegliato per affrontare il mostro alieno. I due si uniscono allora ad una danza propiziatoria per invocare l'aiuto di Take-Majin, mentre fallisce la tattica del primo ministro del Regno Unito per eliminare Girara tramite lavaggio del cervello, utilizzando delle gigantesche cuffie calate sulle orecchie del mostro.
A questo punto viene rivelato che Ohizumi non è altri che il dittatore nord-coreano Kim Jong-Il, che ha intenzione di scatenare una guerra atomica lanciando una testata nucleare contro Girara, prendendo in ostaggio i leader mondiali con l'aiuto di soldatesse infiltratesi nel summit come traduttrici. Grazie ad un provvidenziale intervento di Nicolas Sarkozy, assente perché impegnato nel corteggiamento della sua interprete, il dittatore viene fermato, ma il missile è lanciato comunque. La zona del Lago Toya viene evacuata, facendo così interrompere la danza, ma quando tutto sembra perduto appare Take-Majin, che ferma la testata in modo inusuale e affronta Girara in un epico scontro. Infine il mostro alieno è distrutto, Take-Majin torna nel suo tempietto ed il summit può continuare.